# Henry Stafford (10e baron Stafford)

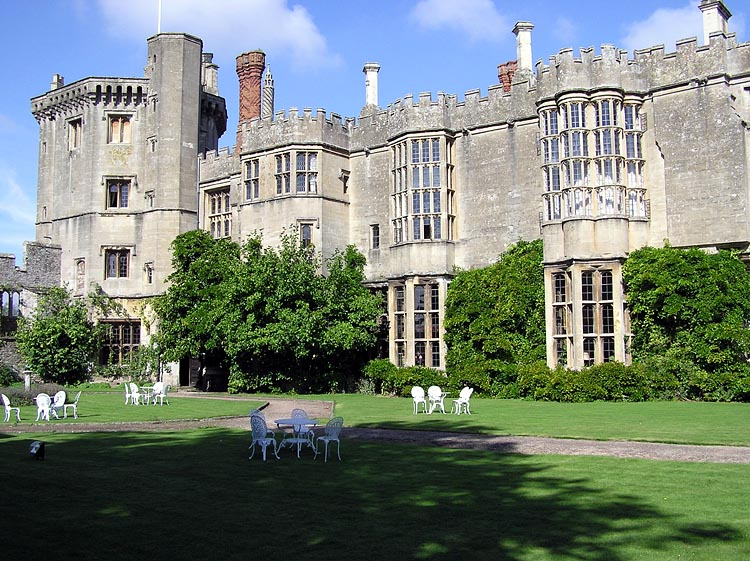
Aile ouest du château de Thornbury, dont la construction remonte à 1511 et qui fut la résidence du père de Henry, Edward Stafford, troisième duc de Buckingham.

Henry, 1er baron Stafford (né à Penshurst le 18 septembre 1501 – 30 avril 1563) est le fils aîné d'Edward Stafford (3e duc de Buckingham) et d'Éléonore Percy,. Après l'exécution de son père, il s'efforce de rétablir la position de sa lignée et obtient le titre de baron Stafford en 1547.

## Biographie
Stafford est, des quatre enfants du duc de Buckingham, l'unique fils. L'une des principales résidences de cette famille est le château de Thornbury, qu'elle détient depuis la conquête normande.
Le 16 février 1519, Henry épouse Ursula Pole, fille de Margaret Pole et de Richard Pole. Ce mariage a été arrangé par le duc de Buckingham, sur le conseil du cardinal Thomas Wolsey. La dot d’Ursula se monte à 3 000 marcs, somme qui aurait pu être abondée de 1000 marcs supplémentaires « si la comtesse (de Salisbury) rachetait certaines terres au roi. » En 1521, le duc de Buckingham est décapité pour haute trahison. Il est condamné à titre posthume par décret du Parlement en 1523, avec confiscation de ses biens et titres au bénéfice de la Couronne d'Angleterre.
Henry porte le titre de comte de Stafford jusqu'à la mise en accusation de son père en 1521. En 1547, Henry en appela au Parlement de la restitution de son titre, sans réclamer les titres ni les terres de son père. Il est reçu en audience par le Parlement en 1548 et obtient d'être crée 1er baron Stafford par Édouard VI : c'est la 4e création de cette baronnie qui s'éteint définitivement en 1639.
En 1531, le comté de Staffordshire le choisit pour juge, puis en 1536 sa juridiction s’étend au Shropshire. Il exerce les fonctions de Lord-Lieutenant du Staffordshire en 1558 et 1559.
En 1554, il sollicite une pension de la reine Marie, et obtient l'office de chambellan de l’Échiquier, avec rente annuelle de 50 livres sterling.
Stafford possède une bibliothèque de 300 volumes, presque tous en latin. En 1548, il publie une traduction en anglais de l'essai pro-réformateur De vera differentia regiæ potestatis et ecclesiæ d’Edward Foxe (1534). Mais avec son retour au catholicisme, sous le règne de la reine Marie, il traduit deux pamphlets d’Érasme contre Luther (aucun n'est parvenu jusqu'à nous). Il commande d'autres traductions, comme celles du De judiciis urinarum tractatus de Joannis Vassaeus, et celle du « Miroir des Magistrats » (1559).
Henry et Ursula auraient eu quatorze enfants dont douze nous sont connus :
- Henry Stafford (né en novembre 1520, décédé prématurément)
- Dorothy Stafford (1er octobre 1526- 22 septembre 1604), qui épouse William Stafford de Blatherwycke, dont elle a six enfants. Dorothy est une personnalité influente de la cour d'Élisabeth Ire, dont elle est la Mistress of the Robes.
- Henry Stafford, 2e baron Stafford (mort en 1565), épouse Elizabeth Davy
- Thomas Stafford, (né vers 1533 – décapité le 28 mai 1557 pour haute trahison)
- Edward Stafford, 3e baron Stafford (17 janvier 1535- 18 octobre 1603), épouse Maria Stanley, fille d'Edward Stanley (3e comte de Derby)
- Richard Stafford, épouse Mary Corbet, fille de John Corbet et d’Anne Booth, dont il a Roger Stafford (6e baron Stafford), né vers 1572, et Jane Stafford, née en 1581
- Walter Stafford (c.1539- après 1571)
- William Stafford
- Elizabeth Stafford, épouse William Neville
- Anne Stafford, épouse Henry Williams
- Susan Stafford (après 1547)
- Jane Stafford